# Isophya karadenizensis
Isophya karadenizensis är en insektsart som beskrevs av Ünal 2005. Isophya karadenizensis ingår i släktet Isophya och familjen vårtbitare. Inga underarter finns listade i Catalogue of Life.